# エウテュンテリア

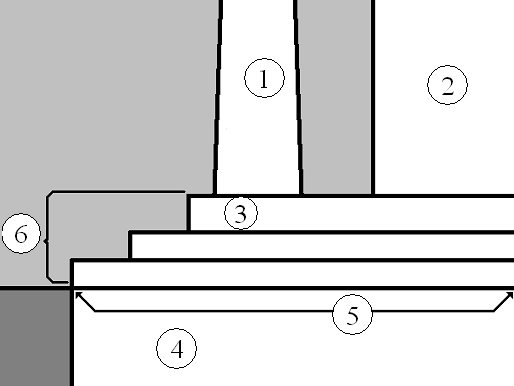
古代神殿の下部構造。1.コーニス、2.壁、3.ステュロバテス、4.ステレオバテス、5.エウテュンテリア、6.クレピドーマ

エウテュンテリア（古希: Εὐθυντηρία, Euthynteria）は、建築物の基礎の最上部を表す古代ギリシア語の用語で、一部は地上から現れている。建築物の上部構造（ステュロバテス、柱、壁、およびエンタブラチュア）はエウテュンテリアに基づいて設計された。考古学者と建築家はこの用語を古典建築の分野に分類している。